# San Ignacio Cerro Gordo
San Ignacio Cerro Gordo une municipalité de l’État de Jalisco au Mexique.